# Josep d'Aguilar i d'Alòs
Josep d'Aguilar i d'Alòs (Balaguer segle xvii - XVIII) fou un cavaller que tingué el càrrec de paer a Balaguer i fou un destacat defensor de Barcelona durant el setge de 1714.
Era ja un important partidari de l'arxiduc Carles d'Àustria que durant els anys 1705 i 1706 actuava com a capità de Coronela de Barcelona, la milícia ciutadana que vetllava per la defensa de la ciutat. Poc després fou nomenat amb el càrrec de veguer de Girona-Besalú. El 1713 estava allistat amb el rang de capità del regiment de cavalleria La Fe, i va participar de les expedicions del diputat militar de la Generalitat Antoni de Berenguer i del general Rafael Nebot que tenien per objectiu rebel·lar altre cop una Catalunya exhausta contra els Borbons. En aquesta empresa va assolir una la victòria de Caldes d'Estrac l'agost d'aquell any.
Altre cop a Barcelona va defensar la ciutat fins a la caiguda de l'11 de setembre de 1714. Durant aquesta cruenta batalla Josep d'Aguilar va protagonitzar l'heroica arribada dels reforços al baluard de Migdia defensat pel coronel Paperoles. Posteriorment es traslladà a Mallorca on va defensar l'illa fins a la caiguda de l'any següent.
Perduda la guerra de successió se sap que va exiliar-se a Itàlia.